# Lenton, Keisby and Osgodby
Lenton, Keisby and Osgodby est une paroisse civile du Lincolnshire, en Angleterre.
Sa population était de 187 habitants en 2011.